# Apostolisches Vikariat Méndez
Das Apostolische Vikariat Méndez (lateinisch Apostolicus Vicariatus Mendezensis, spanisch Vicariato Apostólico de Méndez) ist ein in Ecuador gelegenes römisch-katholisches Apostolisches Vikariat mit Sitz in Macas.

## Geschichte
Das Apostolische Vikariat Méndez wurde am 17. Februar 1893 durch Papst Leo XIII. aus Gebietsabtretungen des Apostolischen Vikariates Napo als Apostolisches Vikariat Méndez y Gualaquiza errichtet. Das Apostolische Vikariat Méndez y Gualaquiza änderte am 12. April 1951 seinen Namen in Apostolisches Vikariat Méndez.

## Apostolische Vikare

### Apostolische Vikare von Méndez y Gualaquiza
- Giacomo Costamagna SDB, 1895–1919
- Domenico Comin SDB, 1920–1951

### Apostolische Vikare von Méndez
- Domenico Comin SDB, 1951–1963
- José Félix Pintado Blasco SDB, 1963–1981
- Teodoro Luis Arroyo Robelly SDB, 1981–1993
- Pietro Gabrielli SDB, 1993–2008
- Néstor Montesdeoca Becerra SDB, seit 2008